# Gaspare Oliverio
Gaspare Oliverio (San Giovanni in Fiore, 5 ottobre 1887 – Locri, 5 gennaio 1956) è stato un archeologo ed epigrafista italiano.

## Biografia
Gaspare Oliverio nacque nella cittadina calabrese di San Giovanni in Fiore (CS) il 5 ottobre 1887 da Francesco Antonio Oliverio e Maria Romei. 
Studiò materie umanistiche presso l'Università degli Studi di Napoli Federico II e tra il 1908 e il 1910 pubblicò dei saggi sui monumenti e sulle antiche iscrizione delle città di Napoli e Pompei.
Come allievo borsista, dal 1913 perfezionò gli studi alla Scuola archeologica italiana di Atene; nello stesso anno scoprì un santuario di età flavia dedicato alle divinità egizie, nei pressi del Pretorio di Gortina.
Nel 1914, assieme a Luigi Pernier, Biagio Pace e Gian Giacomo Porro, studiò la tipografia dei territori di Creta nordoccidentale e le iscrizioni cretesi.
Venne nominato prima ispettore ai monumenti e agli scavi della Cirenaica nel 1916 e poi soprintendente alle antichità nel 1924, incarico mantenuto fino al 1933. 

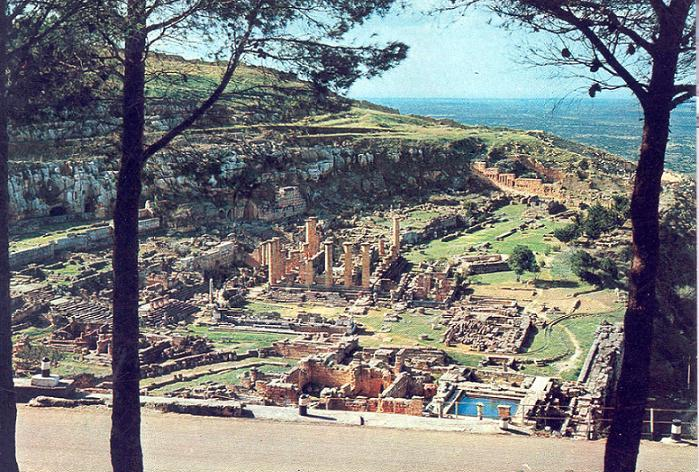
Rovine di Cirene

Dal 1925 al 1929 fu impegnato a Cirene, assieme a Carlo Anti, Luigi Giammuti ed Italo Gismondi in una missione guidata da Luigi Pernier per attività di scavo nei pressi dell'agorà e della fonte di Apollo, effettuando numerose scoperte epigrafiche che rese note attraverso una serie di monografie pubblicate tra il 1932 e il 1936; inoltre, decifrò il sistema di numerazione vigente in Cirenaica tra il V ed il II secolo a.C.
Collaborò nel 1930 con la Treccani nella stesura del volume VIII dell'Enciclopedia Italiana.
Nel 1931 pubblicò la prima guida storica ed archeologica di Cirene.
Frequentò nel 1933 l'università di Berlino, divenne professore ordinario di antichità classiche all'Università degli Studi di Firenze e il 29 ottobre 1935 divenne professore ordinario di antichità greche e romane all'Università degli Studi di Roma La Sapienza.
Sposò il 7 gennaio 1936 Ida Agnesi da Crema.
Ricoprì infine dal 1936 al 1942 il ruolo di direttore dell'Istituto di storia greca, dal 1946 al 1950 il ruolo di direttore della Scuola nazionale di archeologia di Roma e dal 1951 fino alla morte il ruolo di direttore dell'Istituto di antichità greche e romane.
Dall'agosto 1947 fu socio dell'Accademia Nazionale dei Lincei.
Morì a Locri il 5 gennaio 1956.

## Commemorazione
- A lui sono dedicati i licei (classico, scientifico ed artistico e relativi indirizzi) di San Giovanni in Fiore[5].
- Viene assegnata in suo onore l'omonima borsa di studio[6].
- Nel 2018 è stato emesso un annullo postale a lui dedicato[7].